# Georgia Byng
Lady Georgia Maria Caroline Byng (Winchester, 1965)  é uma autora britânica de livros infantis e ex-atriz. Seu primeiro trabalho literário foi uma história de quadrinhos, e seu primeiro livro publicado foi The Sock Monsters. Mas seu trabalho se tornou famoso mesmo com o lançamento da série de livro, Molly Moon que gira em torno de Molly Moon, uma menina orfã que encontra um livro sobre hipnotismo e aprende a hipnotizar as pessoas. Logo após o lançamento o livro se tornou um Best-seller do The New York Times.
Georgia Maria Caroline Byng é a filha mais velha do 8 º Conde de Strafford e sua primeira esposa, Jennifer maio, Byng é a irmã mais velha de Jamie Byng editora da Canongate Books .

## Livros
1. O Incrível livro de hipnotismo de Molly Moon (2002), ISBN 0-330-39985-3
2. Molly Moon conquista Hollywood (2003), ISBN 0-330-41577-8
3. Molly Moon e a incrível  viagem no tempo (2005), ISBN 0-330-43461-6
4. Molly Moon, Micky Minus and the Mind Machine (Outubro 2007), ISBN  1-405-04888-0.
5. Molly Moon and the Morphing Mystery (Maio 2010)